# Zsanett Lakatos
Zsanett Lakatos (Székesfehérvár, 26 de diciembre de 1994) es una deportista húngara que compite en piragüismo en la modalidad de aguas tranquilas. Ganó 4 medallas en el Campeonato Mundial de Piragüismo, en los años 2013 y 2015, y 6 medallas en el Campeonato Europeo de Piragüismo entre los años 2013 y 2018.

## Palmarés internacional
| Campeonato Mundial | Campeonato Mundial          | Campeonato Mundial | Campeonato Mundial |
| Año                | Lugar                       | Medalla            | Competición        |
| ------------------ | --------------------------- | ------------------ | ------------------ |
| 2013               | Duisburgo (Alemania)        | Medalla de plata   | C2 500 m           |
| 2013               | Duisburgo (Alemania)        | Medalla de bronce  | C1 200 m           |
| 2014               | Moscú (Rusia)               | Medalla de oro     | C2 500 m           |
| 2015               | Milán (Italia)              | Medalla de bronce  | C2 500 m           |
| Campeonato Europeo |                             |                    |                    |
| Año                | Lugar                       | Medalla            | Competición        |
| 2013               | Montemor-o-Velho (Portugal) | Medalla de oro     | C2 500 m           |
| 2014               | Brandeburgo (Alemania)      | Medalla de oro     | C2 500 m           |
| 2014               | Brandeburgo (Alemania)      | Medalla de plata   | C1 200 m           |
| 2015               | Račice (República Checa)    | Medalla de plata   | C1 200 m           |
| 2015               | Račice (República Checa)    | Medalla de plata   | C2 500 m           |
| 2018               | Belgrado (Serbia)           | Medalla de plata   | C1 5000 m          |